# Hammouda Pachas moské

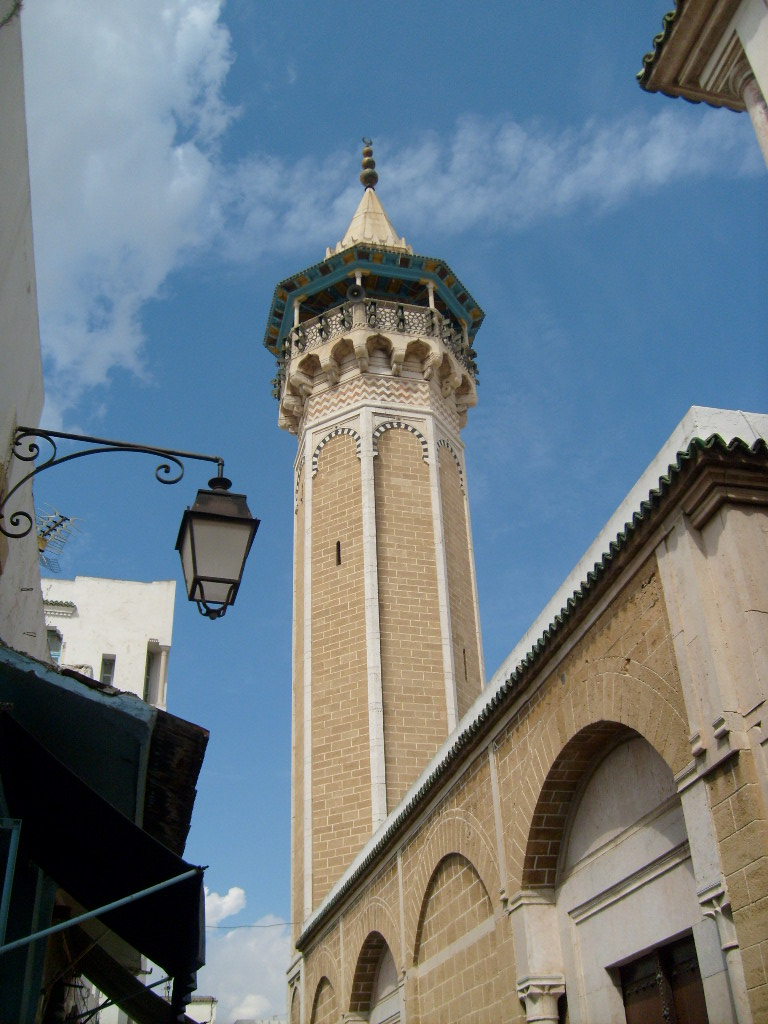
Hammouda Pachas moské.

Hammouda Pachas moské är en moské i Tunis i Tunisien, invigd år 1655.